# ラジオ・ケアノート
ラジオ・ケアノートはニッポン放送のラジオ番組。有料老人ホームサニーライフの一社提供。2005年4月4日放送開始。
全国ネットで放送された『健康ワンポイント』の後番組だが、当番組はローカル放送。増山さやかアナウンサーがインタビュアーとなり、福祉・医療にまつわる様々な話題を、福祉関係や病院関連の関係者を迎えて1週間にわたってピックアップ、解説するもの。
2012年3月30日放送をもって番組終了。

## 放送時間
生放送番組の中のフロート番組扱いで放送されるが、年末年始や祝日などの特別編成の場合は放送時間が変更になったり、休止になることがある。
- ニッポン放送

月～金　11:22頃 - 11:25頃（垣花正のあなたとハッピー!内。なお、2007年9月末までは「有楽町情報交差点」に内包された）
インタビュー枠のあとは、石川みゆきによる「介護 ワンポイントアドバイス」が流される。